# Tyrcha
Tyrcha – nazwisko w Polsce. Według danych z bazy PESEL z dnia 1 lutego 2021 nazwisko to nosiło 173 Polek i 184 Polaków.
Znane postaci ponoszące nazwisko „Tyrcha”:
- Brunon Tyrcha (ur. 1898) – starszy sierżant Wojska Polskiego[3], żołnierz Legionów Polskich[4], 10 grudnia 1931 odznaczony Krzyżem Niepodległości[5], brat Celestyna
- Celestyn Tyrcha ps. „Gwóźdź” (1901–1967) – żołnierz Legionów Polskich[6], major Polskich Sił Powietrznych, odznaczony Krzyżem Niepodległości (9 listopada 1933[7]) i Krzyżem Walecznych, brat Brunona[8]
- Jerzy Tyrcha (1927–2022) – inżynier, konstruktor lekkiego śmigłowca wielozadaniowego PZL SM-2, syn Celestyna
- Józef Tyrcha (ujednoznacznienie)
- Leon Tyrcha (ur. 1897) – żołnierz 2 Pułku Ułanów Legionów Polskich, 4 listopada 1933 pośmiertnie odznaczony Krzyżem Niepodległości[9]
- Marian Tyrcha (ur. 1890) – żołnierz 1 Pułku Piechoty Legionów Polskich, 16 marca 1937 pośmiertnie odznaczony Krzyżem Niepodległości[10]
- Stanisław Tyrcha (ur. 1887) – porucznik piechoty Wojska Polskiego, odznaczony Orderem Virtuti Militari[11] i Krzyżem Niepodległości[12][13]